# Дон Камило (филм, 1952)
„Дон Камило“ (на френски: Le Petit Monde de don Camillo; на италиански: Don Camillo) е френско-италианска комедия от 1952 година на режисьора Жулиен Дювивие с участието на Фернандел и Джино Черви.

## Сюжет
След Втората световна война в селце по долината на река По, където земята е твърда а животът мизерен, свещеникът и кметът комунист винаги се борят да бъдат главата на обществото. Дори и тайно да се възхищават и харесват един друг, политиката ги разделя, както разделя и цялата страната. Кмета иска да изгради „градския център“, а свещеникът – „градски парк“. Разногласие се появява между бедните и богатите, между набожните и атеистите, дори и между влюбените.

## В ролите
| Изпълнител        | Роля                    |
| ----------------- | ----------------------- |
| Фернандел         | Октав Муре              |
| Джино Черви       | Джузепе (Пепоне) Ботаци |
| Силви             | Госпожа Кристина        |
| Вера Талчи        | Джина Филоти            |
| Франко Интерленги | Мариолино               |
| Саро Урдзи        | Бруско                  |
| Шарл Визиер       | епископът               |
| Орсън Уелс        | разказвач               |